# هوارد برنت
هوارد برنت (انگلیسی: Howard Brandt؛ زاده ۲ ژانویه ۱۹۳۹) یک دانشمند اهل American است.